# Eurya pseudocerasifera
Eurya pseudocerasifera är en tvåhjärtbladig växtart som beskrevs av Clarence Emmeren Kobuski. Eurya pseudocerasifera ingår i släktet Eurya och familjen Pentaphylacaceae. Inga underarter finns listade i Catalogue of Life.